# Cinco discursos de Mateus
No cristianismo, o termo Cinco discursos de Mateus é uma referência a cinco discursos específicos proferidos por Jesus no Evangelho de Mateus. São eles: o "Sermão da Montanha", o "Discurso Missionário" (ou "da Missão"), o "Discurso das Parábolas", o "Discurso sobre a Igreja" e o "Discurso sobre o Fim dos Tempos". Todos foram relatados, em versões mais curtas, nos evangelhos de Marcos ou Lucas.

## Estrutura
Estudiosos geralmente concordam com a existência de cinco diferentes discursos no Evangelho de Mateus, embora existam discussões e diferentes opiniões sobre detalhes específicos. Começando com B. W. Bacon no início do século XX, estudiosos tem argumentado que existem de fato cinco narrativas (mais um prólogo e um epílogo) em Mateus, enquanto outros (como Jack Kingsbury ou Craig Blomberg) defendem três grandes segmentos em Mateus nos quais os cinco discursos se desenrolam.
Blomberg demonstrou como esta estrutura pode ser utilizada para relacionar a estrutura de mais alto nível de Mateus com a de Marcos, Lucas e João. Em seu mapeamento, Mateus 13 é o centro, como são também Marcos 8:30 e João 12. Ele depois separou o Evangelho de Lucas em três partes demarcadas pelos versículos Lucas 9:51 e Lucas 18:14.
Cada um dos discursos tem também paralelos, mais curtos, nos evangelhos de Marcos e Lucas. O primeiro se relaciona com Lucas 6:20–49. O segundo, com Marcos 6:7–13, Lucas 9:1–6 e Lucas 10:1–12. O trecho correspondente ao terceiro discurso é Marcos 4:3–34. O quarto está em Marcos 9:35–48 e o último, em Lucas 21:5–36 e Marcos 13:5–37.

## Os cinco discursos

### Sermão da Montanha
O primeiro discurso, que se estende pelos capítulos 5, 6 e 7, é chamado de "Sermão da Montanha" e é uma das mais conhecidas e citadas partes do Novo Testamento. Ele inclui as Bem-aventuranças e o Pai Nosso. Para a maior parte dos fieis, o Sermão da Montanha contém os principais pilares da fé cristã. As Bem-aventuranças são um elemento chave do sermão, na forma de "bençãos", Jesus apresenta um novo conjunto de ideais cristãos baseados no amor e na humildade e não na força e na obediência, ecoando os mais altos ideais da doutrina de Jesus sobre a misericórdia, espiritualidade e compaixão.

### Discurso da Missão
O segundo discurso em Mateus 10 é uma instrução aos doze apóstolos e é, por vezes, chamado de "Discurso da Missão" ou "Discurso Missionário" ou ainda "Comissão Menor", num contraste com a mais famosa Grande Comissão. Direcionado aos doze nomeados em Mateus 10:2–3, Jesus aconselha-os sobre como viajar de cidade em cidade, a não levarem nada consigo e a pregarem apenas para comunidades israelitas. Ele pede ainda que tenham cuidado com os adversários, mas que não tenham medo, pois saberão o que dizer para se defender quando for necessário «porque o Espírito Santo vos ensinará naquela hora o que deveis dizer.» (Lucas 12:12).

### Discurso das Parábolas
O terceiro discurso, em Mateus 13, é uma reunião de diversas parábolas sobre o Reino dos Céus e é geralmente chamado de "Discurso das Parábolas" ou "Discurso Parabólico". A primeira parte do discurso, em Mateus 13:1–35, se passa quando Jesus deixa uma casa e se senta à beira de um lago para falar aos discípulos e à multidão que se aglomerou para ouvi-lo. Neste trecho estão O Semeador, O Joio e o Trigo, O Grão de Mostarda e O Fermento. Na segunda, Jesus volta para dentro da casa e fala apenas aos discípulos, um trecho que contém O Tesouro Escondido, A Pérola e A Rede.

### Discurso sobre a Igreja
O quarto discurso, em Mateus 18, é geralmente chamado de "Discurso sobre a Igreja" e inclui as parábolas da Ovelha Perdida e do Credor Incompassivo, que também são referências ao Reino dos Céus. O tema geral do discurso é uma antecipação de uma futura comunidade de fieis e o papel dos apóstolos, que a liderarão. Falando aos seus apóstolos em Mateus 18:18, Jesus afirma que "tudo o que ligardes sobre a terra, será ligado no céu; e tudo o que desligardes sobre a terra, será desligado no céu". Este poder é dado primeiro a Pedro no capítulo 16 depois de sua confissão de fé. Além do poder de ligar e desligar, Pedro recebeu as chaves do Reino dos Céus e é considerado a "rocha" sobre a qual Cristo construiu sua Igreja. O discurso destaca a importância da humildade e do auto-sacrifício como virtudes elevadas na comunidade cristã e ensina que, no Reino de Deus, é a humildade das crianças que importa e não a proeminência social ou as aparências.

### Discurso das Oliveiras
O discurso final, em Mateus 24, é geralmente chamado "Discurso das Oliveiras" por ter sido proferido no Monte das Oliveiras, "Discurso sobre o Fim dos Tempos" ou ainda como "Sermão profético" e corresponde aos capítulos Marcos 13 e Lucas 21. Ele trata basicamente do julgamento e da conduta esperada de um seguidor de Jesus, além da necessidade de vigilância destes seguidores em vista do iminente juízo que se aproxima. Jesus inicia o discurso depois de receber uma pergunta dos discípulos sobre o "fim dos tempos" (o "fim do mundo" e o início do mundo que virá), sua mais longa resposta à qualquer pergunta no Novo Testamento. O discurso é geralmente visto como sendo uma referência à destruição futura do Templo em Jerusalém e também ao fim do mundo e à Segunda Vinda de Cristo, mas muitas opiniões acadêmicas sobrepõem estes dois episódios e decidir qual versículo se refere ao qual evento permanece um tema complexo e discutível.